# Бенсон (Јута)
Бенсон (енгл. Benson) насељено је место без административног статуса у америчкој савезној држави Јута.

## Демографија
По попису из 2010. године број становника је 1.485, што је 34 (2,3%) становника више него 2000. године.
| Група             | 2000.         | 2010.         |
| Белци             | 1.368 (94,3%) | 1.379 (92,9%) |
| Афроамериканци    | 1 (0,1%)      | 3 (0,2%)      |
| Азијати           | 2 (0,1%)      | 2 (0,1%)      |
| Хиспаноамериканци | 59 (4,1%)     | 85 (5,7%)     |
| Укупно            | 1.451         | 1.485         |